# Оторбаев, Асанбек
Асанбек Оторбаев (1925—1945) — младший сержант Рабоче-крестьянской Красной Армии, участник Великой Отечественной войны, Герой Советского Союза (1945).

## Биография
Асанбек Оторбаев родился в 1925 году в селе Чат-Базар (ныне — Таласский район Таласской области Кыргызстана). После окончания семи классов школы работал в колхозе "Джан-Арык" Будённовского района Фрунзенской области.
В январе 1943 года Оторбаев был призван на службу в Рабоче-крестьянскую Красную Армию. С августа того же года — на фронтах Великой Отечественной войны. Воевал на Ленинградском и 1-м Украинском фронтах. На северо-западном направлении был зачислен в состав 55-й, а затем 42-й армии. До января 1944 года принимал участие в оборонительных схватках с врагом под Колпино - Пулково. Участвовал в наступательной операции, результатом которой стало снятие блокады Ленинграда. В боях, 10 февраля 1944 года, был ранен. А марте - апреле 1944 года участвовал в боях Псковом. В июне 1944 года принимал участие в Выборгской наступательной операции. Был представлен к награде - получил медаль "За отвагу". 
К январю 1945 года младший сержант Асанбек Оторбаев был пулемётчиком 296-го стрелкового полка 13-й стрелковой дивизии 59-й армии 1-го Украинского фронта. Отличился во время форсирования Одера.
31 января 1945 года Оторбаев переправился через Одер в районе населённого пункта Вальдич и принял активное участие в боях за захват и удержание плацдарма на его западном берегу, отразив пять немецких контратак и уничтожив 25 вражеских солдат и офицеров. Во время шестой контратаки Оторбаев с двумя гранатами бросился под самоходное артиллерийское орудие, ценой своей жизни уничтожив его. Похоронен в братской могиле в городе Кендзежин-Козле Кендзежинско-Козельского повята Опольского воеводства Республики Польша.
Указом Президиума Верховного Совета СССР от 10 апреля 1945 года за «мужество и героизм, проявленные при форсировании реки Одер и в боях за удержание и расширение плацдарма» младший сержант Асанбек Оторбаев посмертно был удостоен высокого звания Героя Советского Союза. Также был награждён орденами Ленина и Красной Звезды, рядом медалей.

## Награды
За боевые заслуги был награждён:
- Золотая Звезда Героя Советского Союза (10.04.1945)
- Орден Ленина (10.04.1945)
- Орден Красной Звезды (25.01.1945)
- Медаль «За отвагу» (СССР) (18.07.1944).

## Память
- В честь Оторбаева названа улица в Таласе.
- Установлен бюст в его родном селе
- Установлена мемориальная доска на жилом доме Героя.
- В селе Чат-Базар его именем названа школа[1].